# 富山市立小見小学校
富山市立小見小学校（とやましりつ おみしょうがっこう）は富山県富山市にある公立小学校。

## 概要
富山県では唯一、グラウンドに高さ約10メートルのジャンプ台を有し、記録会は一大イベントとなっている。ジャンプ台は1976年「おおやま国体」に向けて1973年に校庭に設置。校庭ではクロスカントリーの練習のほか、近くのスキー場でアルペンスキー練習も行われている。

## 沿革
- 1983年12月10日 - 校舎落成式（建築面積5,713m2）[4]
- 1991年6月2日 - グラウンド改修工事完了[5]。

## 通学区域
和田、小見、亀谷、有峰、本宮、粟巣野、原、本宮はなきり、中地山亀谷入会、小見和田入会、小見亀谷入会

## 進学先
- 富山市立上滝中学校

## 周辺
- 富山地方鉄道立山線　有峰口駅
- 大山消防署小見分遣所
- 立山山麓スキー場（極楽坂・らいちょうバレー）